# Aystetten
Aystetten – miejscowość i gmina w Niemczech, w kraju związkowym Bawaria, w rejencji Szwabia, w regionie Augsburg, w powiecie Augsburg. Leży w Parku Natury Augsburg – Westliche Wälder, około 10 km na zachód od Augsburga, przy autostradzie A8.

## Demografia
| Rok  | Liczba mieszk. |
| ---- | -------------- |
| 1970 | 1 900          |
| 1987 | 2 383          |
| 2000 | 3 078          |

## Polityka
Wójtem gminy jest Peter Wendel, poprzednio urząd ten obejmował Max Rindle, rada gminy składa się z 16 osób.
|      | CSU | SPD | FW | Zieloni | Razem |
| 2008 | 7   | 2   | 6  | 1       | 16    |
| 2002 | 8   | 3   | 4  | 1       | 16    |